# مانويل سوريانو
مانويل سوريانو (بالإسبانية: Manuel Soriano Nieto)‏ هو منافس ألعاب قوى إسباني، ولد في 8 ديسمبر 1945.

## وصلات خارجية
- مانويل سوريانو على موقع اللجنة الأولمبية الدولية (الإنجليزية)
- مانويل سوريانو على موقع أوليمبيديا (الإنجليزية)